# 松前郵便局
松前郵便局
- （まさきゆうびんきょく） - 愛媛県伊予郡松前町にある郵便局。本記事にて記述する。
- （まつまえゆうびんきょく） - 北海道松前郡松前町にある郵便局。局番号は94005。

松前郵便局（まさきゆうびんきょく）は愛媛県伊予郡松前町にある郵便局。民営化前の分類では集配普通郵便局であった（現在は集配機能を廃止）。

## 概要
住所：〒791-3120 愛媛県伊予郡松前町筒井347-1
民営化直前の集配業務再編において、多くの集配普通郵便局は統括センターとなったが、当局は配達センターとされたため、民営化後も郵便事業株式会社の支店は併設されず、集配センターが併設された。

## 沿革
- 1900年（明治33年）11月1日 - 松前郵便受取所として開設[1]。
- 1905年（明治38年）4月1日 - 松前郵便局（三等）となる。
- 1956年（昭和31年）8月1日 - 北伊予郵便局から集配業務を移管[2]。
- 1961年（昭和36年）3月1日 - 北伊予郵便局から電話交換業務を移管。
- 1966年（昭和41年）5月22日 - 電話交換および和文電報配達業務を、伊予電報電話局に移管。
- 1986年（昭和61年）9月 - 局舎新築落成。
- 1989年（平成元年）8月1日 - 特定郵便局から普通郵便局に局種別改定。
- 1999年（平成11年） - 外国通貨の両替および旅行小切手の売買に関する業務取扱を開始。
- 2007年（平成19年）10月1日 - 民営化に伴い、併設された郵便事業松山支店松前集配センターに一部業務を移管。
- 2012年（平成24年）10月1日 - 日本郵便株式会社発足に伴い、郵便事業松山支店松前集配センターを松前郵便局に統合。
- 2023年（令和5年）3月6日 - 集配業務を伊予郵便局に移管し、無集配郵便局に変更。

## 取扱内容
- 郵便、印紙、ゆうパック、内容証明
- 貯金、為替、振替、振込、国際送金、国債、投資信託
- 生命保険、バイク自賠責保険、自動車保険
- ゆうちょ銀行ATM

## 周辺
- 松前町役場
- エミフルMASAKI
- 東レ愛媛工場

## アクセス
- 伊予鉄道郡中線 松前駅から北へ約600m（徒歩約7分）
- 伊予鉄バス、松前町ひまわりバス 大念寺前停留所下車
- 松山自動車道 松山ICから西へ約8km、伊予ICから北へ約6km
- 駐車場あり：12台